# Трителлурид дикалия
Трителлурид дикалия — бинарное неорганическое соединение
калия и теллура с формулой K2Te3,
серые кристаллы.

## Получение
- Реакция чистых веществ:

{\displaystyle {\mathsf {2K+3Te\ {\xrightarrow {}}\ K_{2}Te_{3}}}}

## Физические свойства
Трителлурид дикалия образует серые кристаллы
ромбической сингонии,
пространственная группа P nma,
параметры ячейки a = 1,5938 нм, b = 1,0097 нм, c = 0,4683 нм.